# Villanovská kultura

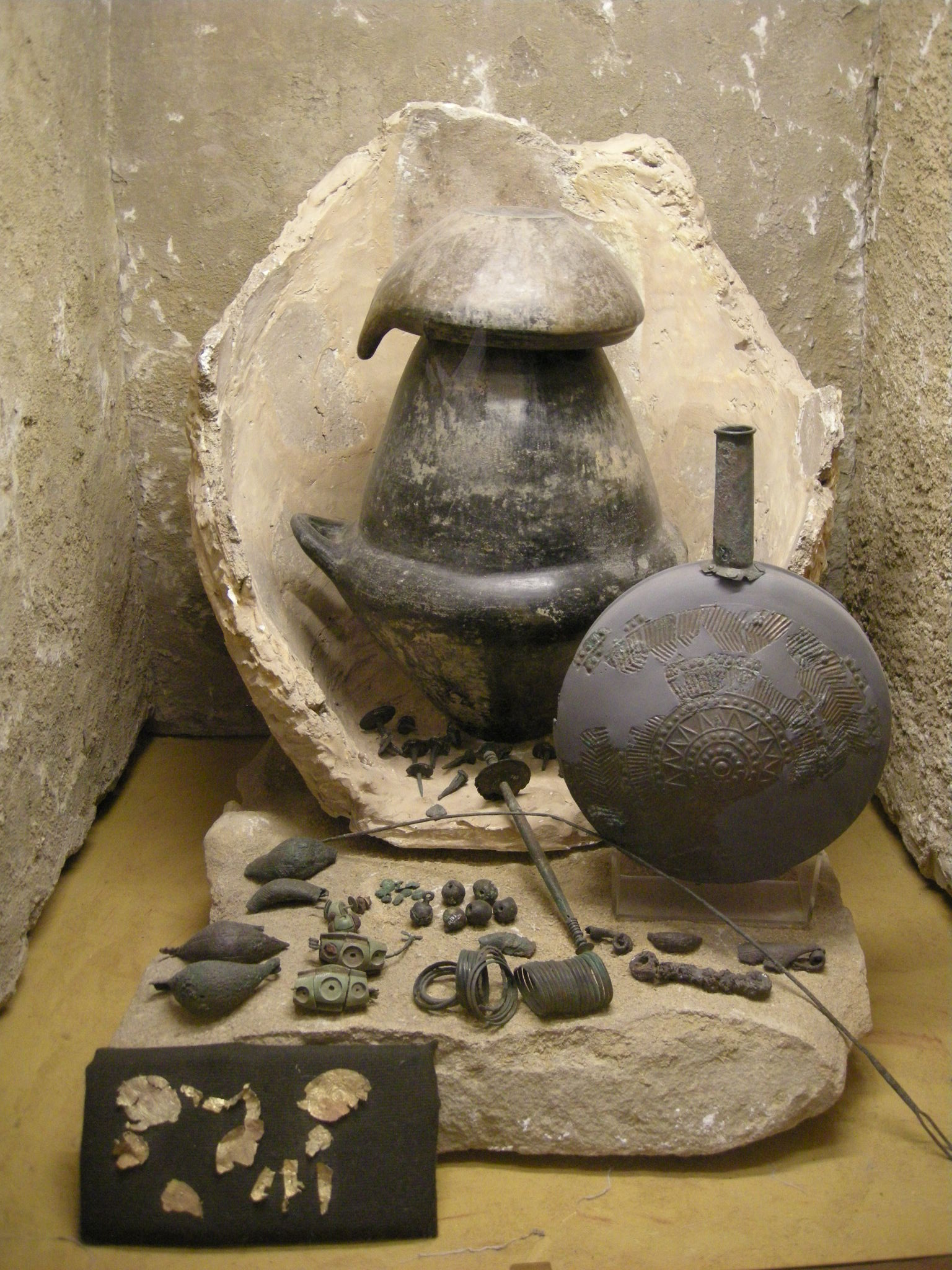
Tumb

Villanovská kultura se rozvíjela na území dnešní Itálie a představovala v tomto regionu nejstarší kulturu doby železné. Její počátky sledované ve vnitrozemí Itálie, zejména pak v severní části Apenin se datují do doby okolo 10. století př. n. l. Posléze tato kultura zaniká v 5. století př. n. l. Za její centrum se považuje region dnešního Toskánska.
Její pojmenování je inspirováno jménem vesnice/statku Villanova, cca 10 km jihovýchodně od Bologne, kde bylo roku 1853 nalezeno rozsáhlé pohřebiště. Tato kultura byla základem pro kulturu etruské civilizace, která ji následuje.

## Galerie

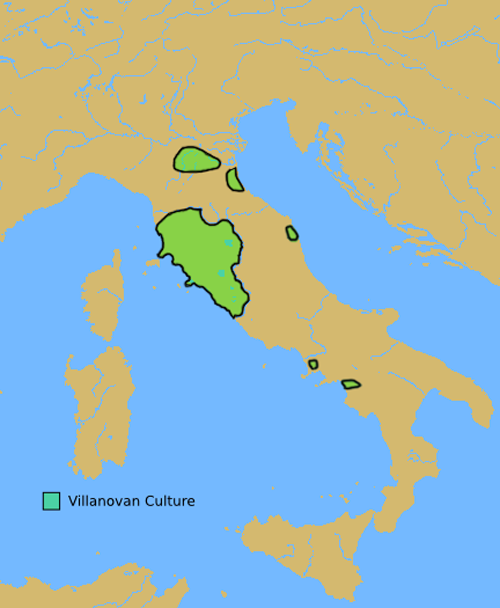
Rozšíření kultury okolo 900 př. n. l.
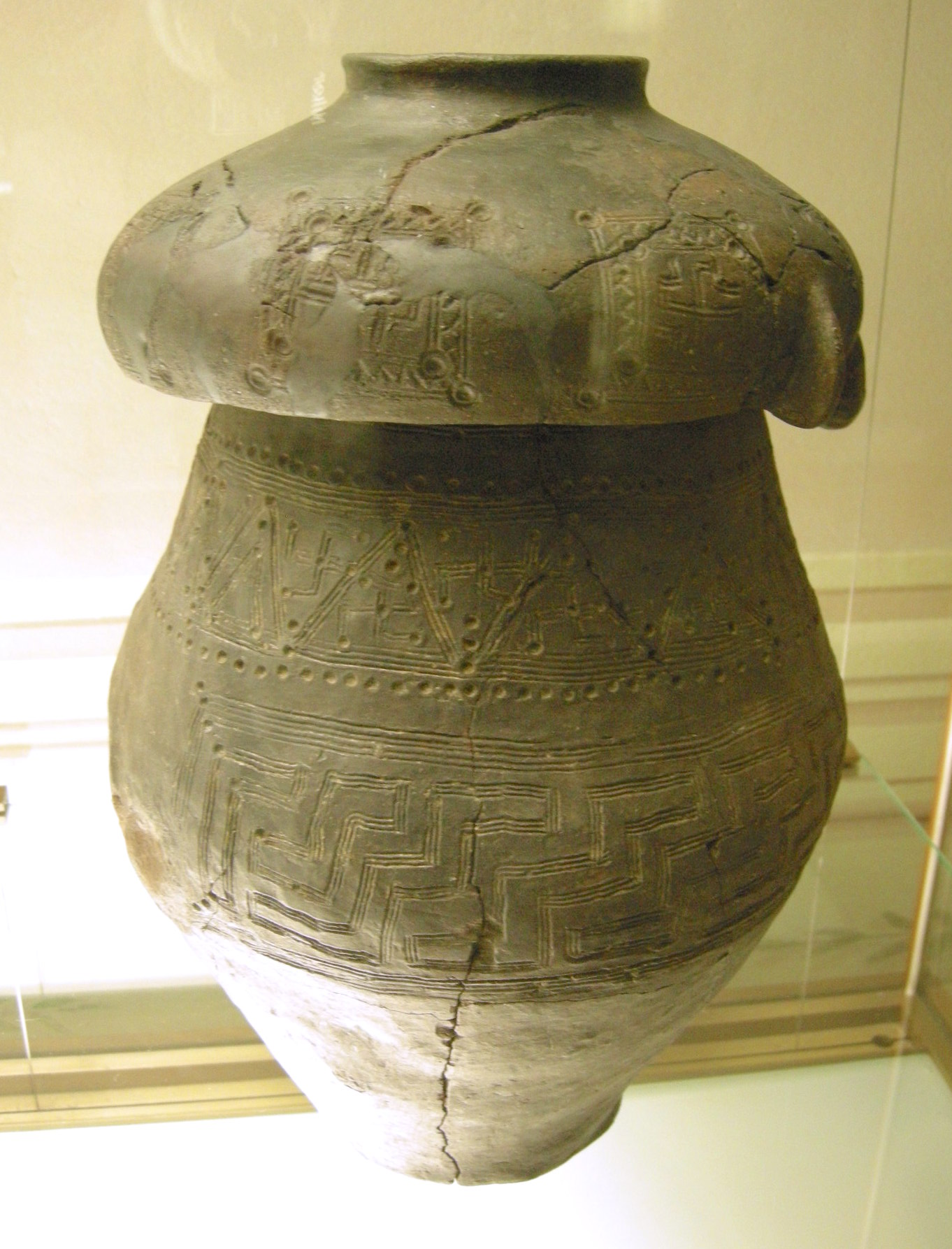
Bikónická pohřební urna
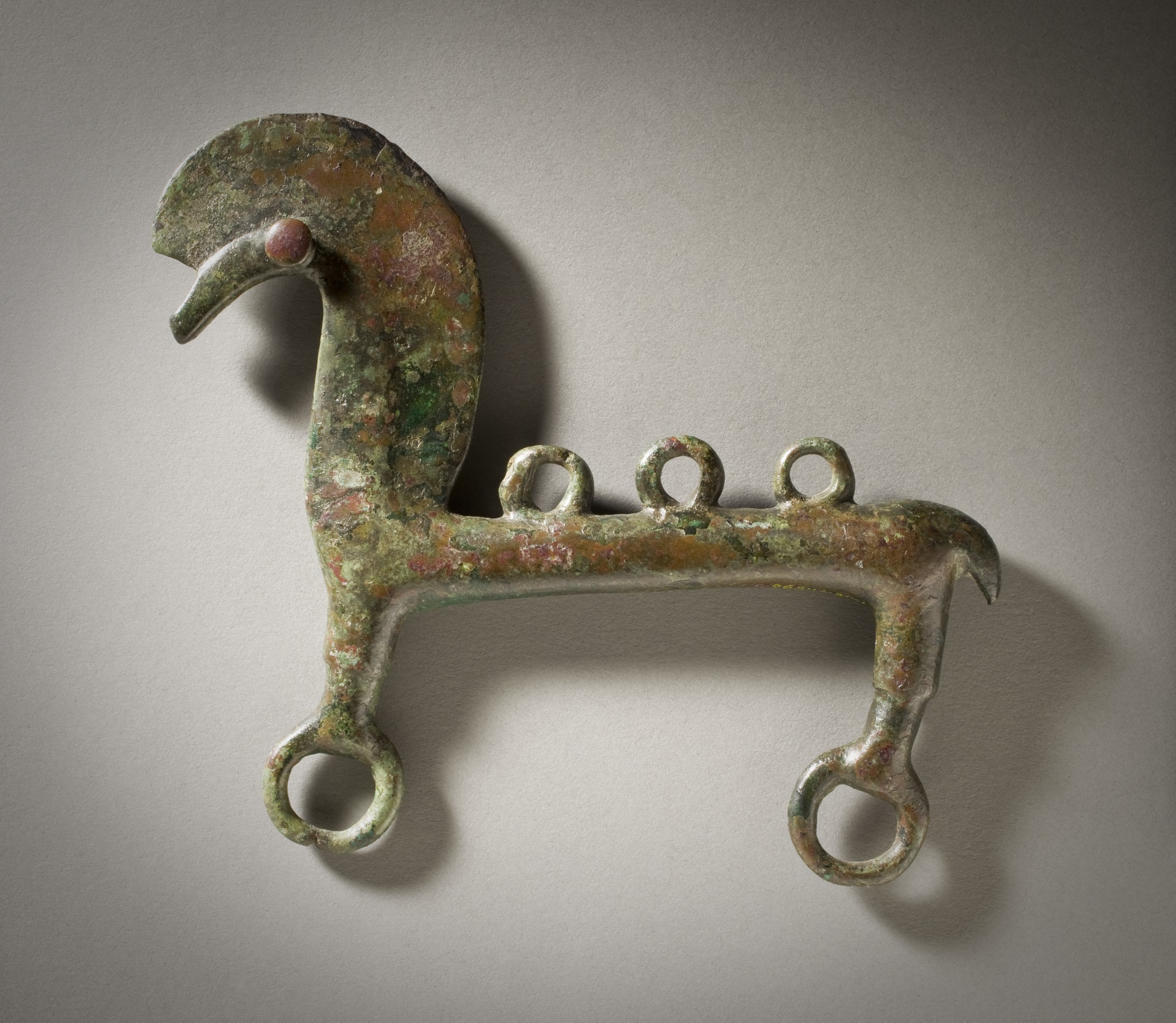
Bronzová část koňského postroje ve tvaru koně, 9. - 8. století př. n. l., LACMA